# Knik-Wind
Der Knik-Wind weht als starker Süd/Südost-Wind im Matanuska-Tal von Alaska (USA). Er tritt regelmäßig zu jeder Jahreszeit auf und ist ein in der Regel warmer Wind. Der Knik-Wind erreicht hohe Geschwindigkeiten und tritt öfter als Staubsturm auf. Die Baumvegetation weist im Matanuska-Tal häufig eine Neigung in West/Nordwest-Richtung auf durch die regelmäßig auftretenden Südost-Winde.
Die Windverhältnisse im Matanuska-Tal werden von einigen Faktoren bedingt. So trifft das milde Küstenklima Südalaskas auf das ausgesprochen kontinentale Klima Zentralalaskas, wobei der Einfluss des Meeres überwiegend dominiert. Sie werden bedingt durch das relativ warme Wasser des Pazifischen Ozeans im Süden, der hohen Breitenlage, der geringen Meereshöhe des Tals sowie den nahe gelegenen umgebenden Gebirgszügen (Alaska Range, Talkeetna Mountains und den Chugach Mountains). Die Windverhältnisse im Matanuska-Tal werden zudem merklich beeinflusst durch kalte Polare Luftmassen und den abfallenden Winden der umliegenden Gletscher.
Aus Ost/Nordost-Richtung weht mit dem Matanuska-Wind ein wesentlich stärkerer Wind in das Tal, der überwiegend während des Winters und Frühlings auftritt und sehr kalt ist.